# 541575 Mikhailnazarov
541575 Mikhailnazarov è un asteroide della fascia principale. Scoperto nel 2011, presenta un'orbita caratterizzata da un semiasse maggiore pari a 2,549879 UA e da un'eccentricità di 0,219566, inclinata di 14,603306° rispetto all'eclittica. Ha un diametro di 3,993 km.